# Sant Pere de Puigverd d'Agramunt
L'església de Sant Pere és un temple parroquial de Puigverd d'Agramunt (Urgell), inclòs a l'Inventari del Patrimoni Arquitectònic de Catalunya.

## Història
La primera referència documental es dels anys 1080-1100, data del testament d'Adelaida, muller de Ponç Dalmau. Posteriorment, en un document del 1119, s'esmenta l'església de Sant Pere, primitiva capella romànica de la qual no resten vestigis, edificada prop de la fortificació.
El temple actual és de finals del segle xviii, construït aproximadament a l'emplaçament e l'anterior. El 1768 hi ha documentada la sol·licitud de l'Ajuntament al Consell de Castella per l'arrendament d'una part dels fruits del terme per finançar la construcció del nou temple.
En les obres de restauració del 2012 s'hi ha trobat una cambra soterrània d'ús desconegut.

## Descripció
És un edifici barroc de grans dimensions ubicat a la part més alta de la població, cosa que li confereix visibilitat des de la rodalia. L'aparell és de pedra vista, carreuada als marcs de les obertures, el sòcol de la façana, les cantonades i el campanar essent sols carejada i rejuntada de calç a la resta. La coberta és de teula àrab a tres aigües, atès el vessant que es conforma a l'absis.
La façana principal, orientada a llevant, és austera i s'emmarca entre un sòcol fet de pedres ciclòpies, dues pilastres als extrems i la cornisa mixtilínia del ràfec coronada per una creu que marca el punt més alt. La portalada és de mig punt i està emmarcada entre sengles pilastres. Aquestes són bastides sobre un gruixut basament que sosté un entaulament o arquitrau. Sobre aquest llueix una fornícula, a l'interior de la qual hi ha el bàcul, les claus i la mitra, símbols de Sant Pere, advocació de l'església i l'any 1804, rematat per una flor de lis. Just a sobre el pòrtic, s'obre una rosassa motllurada, i un òcul al capdamunt, quasi a tocar del ràfec ondulant, de cinc filades de teula-rajol, decorades amb dent de llop.
A l'esquerra del portal hi ha una finestra reixada. A ambdós laterals s'obren cinc discretes obertures o finestrons. A la dreta de la façana, s'alça el campanar, de secció octogonal, amb quatre obertures de mig punt al cos superior a on hi ha les campanes. La torre es culmina amb una bella cúpula coberta vuitavada coberta amb cairons vidriats de color verd i blanc.
L'interior és de nau única, amb cinc trams i coberta amb volta de canó amb arcs torals i llunetes. A cada costat, s'obren tres capelles laterals, cobertes amb volta de creueria igual que la capella major i comunicades entre si a través d'arcs de mig punt. Les capelles se separen entre si mitjançant grosses pilastres, les quals sostenen un vistós entaulament que circumda tot l'edifici excepte a l'altar i al cor. El paviment és fet de llambordes de pedra.